# Rosyjska ruletka (teleturniej)
Rosyjska ruletka – polski teleturniej oparty na amerykańskim formacie Russian Roulette emitowany w latach 2002–2004 na antenie telewizji Polsat. Pierwszą odsłonę programu prowadził Henryk Talar, drugą zaś Krzysztof Ibisz.
Format zrealizowano także m.in. w Stanach Zjednoczonych, Hiszpanii, Wielkiej Brytanii, Indonezji, Indiach i Rosji.
Producentem wykonawczym audycji była firma WW z Łodzi, później produkcją zajęła się ATM Grupa. Odcinki prowadzone przez Henryka Talara nagrywano w hali dawnej Wytwórni Filmów Fabularnych w Łodzi, a odcinki prowadzone przez Krzysztofa Ibisza nagrywano w hali ATM Grupy w Bielanach Wrocławskich.
Jedyną osobą, której udało się wygrać nagrodę główną programu – 100 000 złotych – jest pani Danuta Homińska-Kwiatkowska.

## Zasady gry
W grze brało udział pięciu zawodników, którzy zajmowali miejsca na okrągłej scenie z sześcioma zapadniami, wzorowanej na bębnie rewolweru.
Gra składała się z czterech rund i finału.

### Rundy 1–4
Na początku gracze otrzymywali po 300 złotych. Prowadzący pociągał za dźwignię i losował zawodnika, który miał usłyszeć pierwsze pytanie. Wylosowany gracz po usłyszeniu pytania wybierał zawodnika, który na nie odpowie. Prowadzący (w 1. odsłonie wyznaczony zawodnik) czytał możliwe warianty odpowiedzi, a uczestnik miał na odpowiedź 30 sekund (1. odsłona) lub 20 sekund (2. odsłona).
Za poprawną odpowiedź uczestnicy otrzymywali pieniądze:
- w rundzie 1. – 300 zł,
- w rundzie 2. – 600 zł,
- w rundzie 3. – 1000 zł,
- w rundzie 4. – 1500 zł.

Jeśli uczestnik odpowiedział źle lub skończył mu się czas na odpowiedź, jego pieniądze przechodziły na konto gracza, który go wyznaczył. Następnie pociągał za dźwignię, która losowała:
- w rundzie 1. – 1 pole,
- w rundzie 2. – 2 pola,
- w rundzie 3. – 3 pola,
- w rundzie 4. – 4 pola.

Jeśli jedno z wylosowanych pól było polem, które zajmował gracz – otwierała się zapadnia i gracz spadał pod scenę.
W zależności od rundy zawodnicy odpowiadali na:
- w rundzie 1. – 8 pytań z dwoma wariantami odpowiedzi,
- w rundzie 2. – 7 pytań z trzema wariantami odpowiedzi,
- w rundzie 3. – 6 pytań z czterema wariantami odpowiedzi,
- w rundzie 4. – 5 pytań z pięcioma wariantami odpowiedzi.

Jeśli któryś z graczy spadł (przegrał), to runda była przedwcześnie kończona.
Jeśli zadano wszystkie przypisane do rundy pytania, to osoba z największą ilością pieniędzy na koncie była bezpieczna i pociągała za dźwignię, za pomocą której losowała osobę, która odpadała z gry (jeżeli liderów finansowych było dwoje lub więcej, wtedy za dźwignię pociągał prowadzący, tak jak po wyczerpaniu wszystkich pytań w rundzie czwartej). Ewentualną kwotę z konta wyeliminowanego zawodnika dzielono po równo pomiędzy pozostałych graczy: po rundzie 1. na 4, po rundzie 2. na 3, po 3. na 2, a po 4. całą kwotę dopisywano zawodnikowi, który wszedł do finału.

### Finał
Pierwsza odsłona
Gracz, który doszedł do finału najpierw losował:
- 1. minirunda – 3 zapadnie,
- 2. minirunda – 4 zapadnie,
- 3. minirunda – 5 zapadni,

które mogły się otworzyć. Po losowaniu zawodnik (nie wiedząc, które zapadnie wylosował) stawał na wybranej przez siebie zapadni (licząc na to, że jej nie wylosował). Następnie prowadzący czytał pytanie bez wariantów odpowiedzi. Jeśli gracz w ciągu 30 sekund (początkowo 15) odpowiedział prawidłowo, to zdobywał:
- 1. minirunda – 5000 zł,
- 2. minirunda – 25 000 zł,
- 3. minirunda – 100 000 zł,

a jeśli odpowiedział źle, to otwierały się zapadnie, które wcześniej wylosował.
Jeśli gracz stał na zapadni, której nie wylosował, mógł grać dalej albo wycofać się i zabrać dotychczas uzbierane pieniądze. Jeśli stanął na zapadni, którą wylosował, spadał i pozostawał tylko z pieniędzmi zdobytymi przed finałem.
Druga odsłona
Gracz, który doszedł do finału musiał w ciągu minuty odpowiedzieć poprawnie na 10 pytań. Co 10 sekund otwierała się kolejna zapadnia, ale ta, na której stał gracz zawsze otwierała się jako ostatnia. Stawki za przejście kolejnych minirund:
- 1. minirunda – 5000 zł,
- 2. minirunda – 25 000 zł,
- 3. minirunda – 100 000 zł,

Po każdej rundzie można było się wycofać z dalszej gry, zabierając dotychczasową wygraną – ale jeśli ktoś zdecydował się grać dalej, i nie udało mu się wygrać – spadał i pozostawał tylko z pieniędzmi zdobytymi przed finałem.

## Różnice między pierwszą a drugą odsłoną
W pierwszej odsłonie teleturnieju kreowano mroczną dramaturgię rozgrywki podsycaną przez grę aktorską Henryka Talara (na potrzeby widowiska mierzono także tętno uczestników). Druga odsłona programu, prowadzona już przez Krzysztofa Ibisza, miała charakter rozrywkowy.
Odsłony te różniły się także sposobem zgłaszania się do programu: w pierwszej chęć udziału deklarowało się listownie lub telefonicznie, w drugiej zaś poprzez wysłanie SMS-a.
W pierwszej odsłonie zapadnie otwierały się pod uczestnikami natychmiast. W drugiej odsłonie przed spadnięciem prowadzący przeprowadzał zwykle krótką rozmowę z uczestnikiem, zazwyczaj dotyczącą tego, co czeka przegranego po otwarciu zapadni.
Kolejną różnicą są zupełnie inne oprawy graficzne i muzyczne programu. Grafiki w pierwszej odsłonie (na których wyświetlano pytania, stan konta graczy itp.) utrzymane były w szarej, metalowej kolorystyce. Przez niemal całą grę w tle rozbrzmiewała muzyka podtrzymująca napięcie i mroczny klimat. Otwarciu zapadni towarzyszyły dźwięki: „metaliczny” oraz oddający charakter otchłani; po „przeżyciu” losowania słyszalny był dźwięk wydechu powietrza spowodowanego odczuciem ulgi. Sygnały poprawnych i błędnych odpowiedzi (przy pytaniu) w pierwszej odsłonie były nagłe i mocniejsze od późniejszych. Motywem przewodnim drugiej odsłony był utwór Curtisa Schwarza „Wipe Out” i jego modyfikacje, natomiast podkładem finałowym był fragment nagrania „Call to Arms” Gary’ego Kua. Grafiki wzorowano na amerykańskim oryginale: szarobiałe i żółtozłote napisy na jaskrawozielonym tle.
W pierwszej odsłonie pytania czytali uczestnicy wyznaczający innych do odpowiedzi, w drugiej czytał je prowadzący.